# Öst (släkter)
De som har efternamnet Öst tillhör flera orelaterade släkter. Spelmanssläkten Öst från Hälsingland dominerar emellertid hittills med sitt stora antal biografier, och bland de övriga var Anna-Lisa Öst också sångare och musiker med artistnamnet "Lapp-Lisa". Nedanstående släktträd har baserats på uppgifter i de biografiska artiklarna. Fullständiga uppgifter föreligger inte för de äldsta generationerna av spelmanssläkten, där uppgifterna hämtats från Jon-Erik Östs minnen.

## Spelmanssläkten Öst från Hälsingland. Släktträd i urval
- Erik Persson Öst (född 1837), bonde och predikant[1]
  - Jonas-Petter Öst (1867–1948), fiolspelman
    - Wiktor Öst (1895–1947), fiolspelman

  - Anna Öst (1857–1920), strykerska[1]
    - Jon-Erik Öst (1885–1968), riksspelman, 12 barn
      - Eric Öst (1906–1984), riksspelman
      - Carl Öst (1908–1988), sångare och musiker (fiol och gitarr)
      - Anna Öst (1910–2011), sångerska och musiker (gitarr och fiol), 6 barn
      - + Viktor Järnberg (1903–1980), dragspelare, gift 1932–1940 med Anna Öst
        - Berndt Öst (1930–2017), ledde för "Family Four"
          - Lena Öst (född 1958), musiker
          - Lili Öst (född 1962), musiker och författare

        - Johnny Öst (1933–2008), sångare och gitarrist
        - Rolf Öst (född 1936)

      - + Sigvard Nilsson (1916–1992), musiker och snickare, gift 1944–1961 med Anna Öst
        - Stig Öst (1940–1966), musiker (basist), med i "Family Four"
        - Siw Öst (1941–1992), sångerska och orkesterledare, med i "Family Four"
        - Inger Öst (född 1949) sångerska, med i "Family Four", senare i "Tre Damer"

      - Ivan Thelmé (1911–1967), dragspelare
        - Mona Thelmé (1943–2013), sångerska och skådespelare

      - Eddy Öst (1920–1988), dragspelare, sångare och kompositör

## Anna-Lisa Östs familj
- Anna-Lisa Öst, född Vikström (1889–1974), sångerska känd som "Lapp-Lisa"
- + gift 1924 med Johan Öst (1899–1952)
  - Siv Öst (1935–1976), sångerska tillsammans med sin mor